# MARS (GACKTのアルバム)
『MARS』（マーズ）は、2000年4月26日に発表されたGacktのソロ2枚目のアルバムで、初のフル・アルバムである。

## 概要
ソロアーティストとなったGacktが、前年に所属事務所との対立から体調を崩し入院、その後復帰して本作を発表した。
2枚目のシングル「Vanilla」をはじめ、活動再開にあたって、2週連続でリリースされた3枚目のシングル「Mirror」、4枚目のシングル「OASIS」の3曲（それぞれのシングルのカップリング曲は、本作には収録されていない）と、他9曲を収録（1曲目の「Ares」と7曲目の「freesia 〜op.2〜」は共に、インストゥルメンタル）。
当初、初回限定盤とは別に廉価の通常盤の発売予定があったが中止となり、初回限定盤廃盤の後に、2005年9月23日に再発売されている。また、2006年10月25日には『Gackt PREMIUM COLLECTION』の第1弾としてSACDで発売された。
「U+K」、「freesia」は作曲において、MALICE MIZER時代から交流のある島田陽平との共作の形を採っている。「U+K」、「絵夢 〜for my dear〜」は、MALICE MIZERの中で親交の深かったKamiの死を悼んで制作された曲と言われている。また、「Asrun Dream」、「dears」、「OASIS」は2009年にパチンコの景品として流通したサウンドトラック『「SLO-PACHINKO GLADIATOR EVOLUTION」 Original Soundtrack』で再録された。

## 収録曲
| 全作詞: Gackt.C。 |                                  |           |                        |                     |      |
| #                 | タイトル                         | 作詞      | 作曲                   | 編曲                | 時間 |
| 1.                | 「Ares」(インスト曲)             | Gackt.C   | Gackt.C                | Gackt.C・Chachamaru | 1:34 |
| 2.                | 「Asrun Dream」                  | Gackt.C   | Gackt.C                | Gackt.C・Chachamaru | 4:27 |
| 3.                | 「絵夢 〜for my dear〜」         | Gackt.C   | Gackt.C                | Gackt.C・Chachamaru | 6:04 |
| 4.                | 「U+K」                          | Gackt.C   | Gackt.C・SHIMADA YOHEI | Gackt.C・Chachamaru | 4:20 |
| 5.                | 「Vanilla」(MARS Ver.)           | Gackt.C   | Gackt.C                | Gackt.C             | 5:25 |
| 6.                | 「freesia 〜op.1〜」(インスト曲) | Gackt.C   | Gackt.C・SHIMADA YOHEI | Gackt.C・Chachamaru | 2:38 |
| 7.                | 「freesia 〜op.2〜」(インスト曲) | Gackt.C   | Gackt.C・SHIMADA YOHEI | Gackt.C・Chachamaru | 1:56 |
| 8.                | 「Illness Illusion」             | Gackt.C   | Gackt.C                | Gackt.C・Chachamaru | 3:11 |
| 9.                | 「Mirror」(MARS Ver.)            | Gackt.C   | Gackt.C                | Gackt.C・Chachamaru | 5:25 |
| 10.               | 「dears」                        | Gackt.C   | Gackt.C                | Gackt.C・Chachamaru | 4:18 |
| 11.               | 「OASIS」(MARS Ver.)             | Gackt.C   | Gackt.C                | Gackt.C・Chachamaru | 4:38 |
| 12.               | 「この誰もいない部屋で」         | Gackt.C   | Gackt.C                | Gackt.C・Chachamaru | 7:12 |
| 合計時間:         | 合計時間:                        | 合計時間: | 合計時間:              | 51:08               |      |

### 楽曲解説
Ares
インスト曲。アウトロが次曲へつながっている。
絵夢 〜for my dear〜
後に、ベストアルバム『BEST OF THE BEST vol.1 -MILD-』で再録バージョンとして収録された。
2006年に行ったファンクラブ限定ツアー『GACKT TRAINING DAYS D.R.U.G. PARTY』で久し振りに演奏された他、2013年に行われたライブツアー『GACKT LIVE TOUR 2013 BEST OF THE BEST vol.1 M/W』でも演奏された。
U+K
初期のアルバム曲ながら、ライブでは『Gackt Live Tour 2002 下弦の月』、『Gackt Live Tour 2003 上弦の月』、ファンクラブ限定ツアー『GACKT TRAINING DAYS D.R.U.G. PARTY』を除いた全てのライブツアーで演奏されている楽曲。また、演奏時には、猫の着ぐるみを着たダンサーが登場する。2004年に行われたライブツアー『Gackt Live Tour 2004 THE SIXTH DAY & THE SEVENTH NIGHT』で久し振りに演奏され、その際、Gacktのアカペラと観客の合唱から始まるアレンジになっており、これ以降のライブツアーは全てこの形で演奏されている。
Vanilla (MARS Ver.)
2ndシングルの表題曲。本作にはアルバムバージョンとして収録されている。
Mirror (MARS Ver.)
3rdシングルの表題曲。本作にはアルバムバージョンとして収録されている。
dears
GUNDAM THE RIDE ‐A BAOA QU‐主題歌。また、『Gackt Starlight Gig 美浜海遊祭 2000』のCMソングにも起用された。
アウトロが次曲へつながっている。
後に、8thシングル「再会 〜Story〜」ではライブバージョン、5thアルバム『Love Letter』ではアコースティックバージョンとして収録された。
ライブでは、ラストサビ歌唱後にそのまま2番のサビを続けて歌うことが多い。
2013年に行われたライブツアー『GACKT LIVE TOUR 2013 BEST OF THE BEST vol.1 M/W』の7月4日の横浜アリーナ公演にて11年ぶりに演奏した。
OASIS (MARS Ver.)
4thシングルの表題曲。本作にはアルバムバージョンとして収録されていて、イントロが短くカットされている。
この誰もいない部屋で
収録時間は7分12秒とGacktの作品では最も長い。後に、ベストアルバム『THE SEVENTH NIGHT 〜UNPLUGGED〜』にて、アコースティックバージョンで収録された。

## 参加ミュージシャン
- Gackt's family
- 大橋勇 - ギター
- 塚本周成 - キーボード
- 五十嵐公太 - ドラムス
- 菅沼孝三 - ドラムス
- 弦一徹 - ヴァイオリン
- 堀沢真己 - チェロ
- 広谷順子 - コーラス（#9）
- 佐藤涼子 - コーラス（#11）
- Emi Eleonola - アコーディオン, ヴォイス（#8）